# Pararge postsilymbria
Pararge postsilymbria är en fjärilsart som beskrevs av Ruggero Verity 1927. Pararge postsilymbria ingår i släktet Pararge och familjen praktfjärilar. Inga underarter finns listade i Catalogue of Life.